# Ernesto Figueiredo
Ernesto de Figueiredo (Tomar, 6 de julho de 1937) é um ex-futebolista português que atuava como atacante.

## Carreira
Nascido em Tomar, no distrito de Santarém, Figueiredo chegou ao Sporting no Verão de 1960, já com 23 anos. Ele marcou 18 gols em apenas 23 jogos na sua primeira temporada com a sua nova equipa.
Na temporada 1965-66, Figueiredo terminou como artilheiro do campeonato ao lado de Eusébio, do Benfica - ambos com 25 gols -, mas seu time venceu a liga por um ponto. 
Durante seu período com os Leões, ele marcou 147 gols em 232 partidas oficiais; Além disso, ele foi campeão da edição de 1963-64 da Taça dos Clubes Vencedores de Taças contra o MTK Budapest.
Figueiredo se aposentou em 1970, depois de dois anos no Vitória de Setúbal, também na divisão principal, aos 33 anos.

## Seleção
Figueiredo jogou seis jogos pela Seleção Portuguesa, fazendo a sua estreia em 21 de Junho de 1966, num amistoso com a Dinamarca. Ele fez parte do elenco da Seleção Portuguesa na Copa do Mundo de 1966.

## Títulos
- Primeira Liga: 1961–62, 1965–66
- Taça dos Clubes Vencedores de Taças: 1963–64